# Fiódor Alekseiev

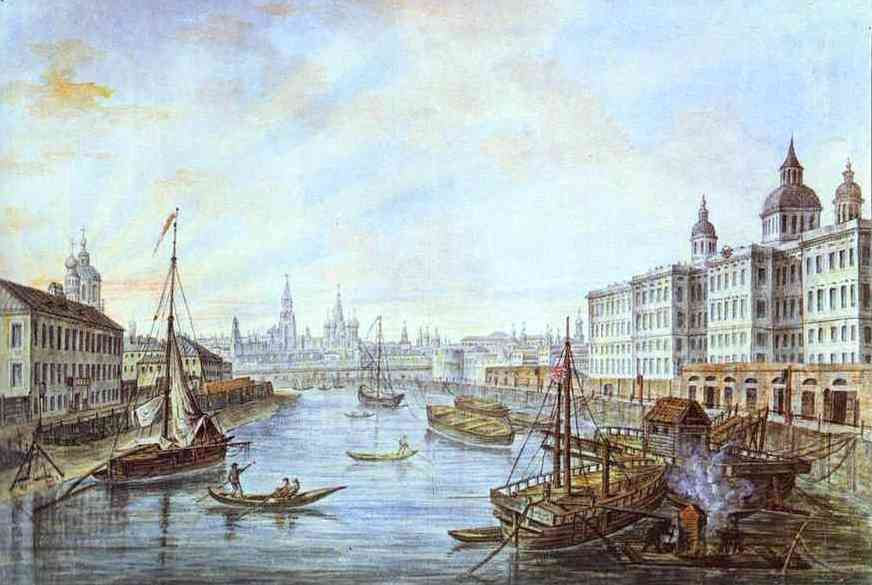
"The Foundling Hospital in Moscow" de Fedor Alekseev, 1800

Fiódor Iakovlevitch Alekseiev (em russo: Фёдор Яковлевич Алексеев) (c. 1753 - 23 de novembro de 1824 foi um pintor de paisagens russo. Seus contemporâneos geralmente o chamam de Canaletto (1697-1768) russo, em reconhecimento a seu magistral Veduta (pintura rica em detalhes e de larga escala).  

## Biografia
Fiódor era o filho do provisório Imperial Academy of Arts, em que foi aceito em 1764 diante uma petição de seu pai após estudar por muitos anos na Escola Garrison. Em 1767, ele teve aula de escultura ornamental e mais tarde estudou sobre paisagismo com Antonio Peresinotti. 
De 1773 até 1777, ele viveu em Veneza em uma fraternidade, onde estudou para ser artista teatral. Isto não o interessou contudo e ele passou muito do seu tempo lá pintando paisagens e copiando os antigos mestres. 
Desta forma, ele foi levado a trabalhar na Escola de Decoração de Teatro até 1786 e foi impedido de constinuar seus estudos acadêmicos. Destemido, ele continuou a pintar o que lhe satisfazia e lentamente ganhou algum reconhecimento. Em 1794, sua obra "Vista do Palácio Embankment de Fortress" o fez levar o título de Acadêmico. 
Em 1800, o czar Paul I designou Fiódor para criar a Veduta das ruas e arquitetura em Moscou. Em 1803, ele lecionava na Academia, mas também viajava extensivamente, visitando Kherson, Mykolaiv, Bakhchysarai, Oryol e outras locações no sul que haviam sido visitadas pela Catherine the Great. Por lá, ele produziu esboços e aquarelas de plein air (pintura em outdoors) aos arredores. Em 1810, o artista produziu uma série de trabalhos sobre São Petersburgo. 
Nos seus últimos anos, sua fama decaiu e ele morreu na pobreza em 1824, deixando uma grande família para trás. A Academia pagou as despesas de seu funeral.  